# فرناندو أموريبييتا
فيرناندو أموريبييتا مارداراس (بالإسبانية: Fernando Amorebieta) ، من مواليد 23 مارس 1985 في كانتوارا في فنزويلا ، لاعب كرة قدم إسباني.
و هو يلعب مع نادي ريال سبورتينغ خيخون.

## روابط خارجية
- فرناندو أموريبييتا على موقع الاتحاد الدولي (مؤرشف)  (الإنجليزية)
- فرناندو أموريبييتا على موقع الاتحاد الأوربي (الإنجليزية)
- فرناندو أموريبييتا على موقع قاعدة بيانات كرة القدم.إي يو (الإنجليزية)
- فرناندو أموريبييتا على موقع ناشيونال فوتبول تيمز (الإنجليزية)
- فرناندو أموريبييتا على موقع Soccerbase.com (لاعب) (الإنجليزية)
- فرناندو أموريبييتا على موقع Soccerway.com (الإنجليزية)
- فرناندو أموريبييتا على موقع عالم كرة القدم.نت (الإنجليزية)
- فرناندو أموريبييتا على موقع AS.com (الإسبانية)